# Kaburé Esporte Clube
Il Kaburé Esporte Clube, noto anche semplicemente come Kaburé, è una società calcistica brasiliana con sede nella città di Colinas do Tocantins, nello stato del Tocantins.

## Storia
Il club è stato fondato il 5 gennaio 1985. Il Kaburé ha vinto la Copa Tocantins nel 1993, nel 1994 e nel 1996. Ha partecipato alla Coppa del Brasile nel 1994, nel 1995 e nel 1997. Il club ha partecipato al Campeonato Brasileiro Série C nel 1995 e nel 1996.

## Palmarès

### Competizioni statali
- Copa Tocantins: 3

1993, 1994, 1996